# Le Secret de la comtesse
Pour plus de détails, voir Fiche technique et Distribution.
Le Secret de la comtesse est un film muet français réalisé par Georges Denola, sorti en 1917.

## Fiche technique
- Titre : Le Secret de la comtesse
- Réalisation : Georges Denola
- Scénario : d'après le roman de Xavier de Montépin (1876)
- Photographie :
- Montage :
- Producteur :
- Société de production : Société cinématographique des auteurs et gens de lettres (S.C.A.G.L)
- Société de distribution :  Pathé Frères
- Pays de production :  France
- Langue : film muet avec les intertitres en français
- Format : Noir et blanc — 35 mm — 1,33:1 — Muet
- Genre : Film dramatique
- Métrage : 1 335 mètres
- Durée : 45 minutes
- Date de sortie :
  - France : 19 octobre 1917

## Distribution
- Paul Escoffier : le comte de Mathon
- Georges Tréville : le général de Franoy
- Jean Ayme : le vicomte de Flamroche
- Pierre Bertin : le lieutenant
- Louise Colliney : Berthe de Franoy
- Léa Piron : Blanche de Sergy